# 제8함대 (일본)
제8함대(第八艦隊 다이하치칸타이[*], 8th Fleet)는 일본 제국 해군의 남태평양 지역 함대였다.

## 역사
1942년 7월 14일, 뉴기니섬과 솔로몬 제도를 관할해역으로 위임받고 서수함대로 창설되었다. 미카와 군이치가 함대의 초대 사령장관으로 취임하였으며, 제8함대는 외남양부대(外南洋部隊)라고도 불렸다. 초기에는 함대 기함 다카오급 중순양함 4번함 조카이와 제6전대 소속 아오바, 기누가사, 가코, 후루타카, 덴류, 유바리로 함대 전력이 편성되었다. 7월 26일, 미카와 군이치 중장은 함대 사령부를 뉴브리튼 라바울로 옮기고, 제6전대를 뉴아일랜드섬 캐비엥으로 파견보냈다.
제8함대는 8월 8~9일 동안 사보섬 해전에 참전하여 연합해군의 순양함 4~8척을 격침하였다. 그러나, 함단을 격퇴하는데는 실패하여 그대로 사보섬에 상륙하도록 놔둘 수 밖에 없었고, 이는 과달카날 전역으로 이어졌다.
11월 12~18일 동안 과달카날 해전에서 주공으로 참전하였다. 과달카날 해전에서 일본 제국 해군은 전술적으로는 승리하였으나, 대부분의 함선이 수리할 수 없는 대파에 빠졌다. 전략적 패배를 맞이하였다. 과달카날을 계속 점령할 수 없게 되자, 게(ケ)호 작전으로 1943년 2월 첫째주에 과달카날에서 살아남은 잔존전력을 모두 철수시키는데 성공하였다.
12월 24일, 태평양 동남부를 관할하는 남동방면함대가 창설되었고, 제8함대는 곧바로 남동방면함대로 전속하였다.
뉴기니섬의 해역은 1943년 11월 15일에 창설된 제9함대의 관할해역으로 넘어가자, 파푸아뉴기니의 부건빌섬에 있는 부인에서 솔로몬 제도로 사령부를 옮겼다. 이후, 연합군의 봉쇄선 안에 고립된 탓에 아무런 보급도 받을 수 없었고 전쟁의 끝까지 자급자족하며 방어에 올인하였다.

## 조직

### 지휘부
| 계급 | 성명              | 취임일          | 이임일         | 추가 설명 |
| ---- | ----------------- | --------------- | -------------- | --------- |
| 중장 | 미카와 군이치     | 1942년 7월 14일 | 1943년 4월 1일 |           |
| 중장 | 사메지마 도모시게 | 1943년 4월 1일  | 1945년 9월 3일 |           |

| 계급 | 성명              | 취임일          | 이임일          | 추가 설명 |
| ---- | ----------------- | --------------- | --------------- | --------- |
| 소장 | 오니시 신장       | 1942년 7월 14일 | 1943년 3월 29일 |           |
| 소장 | 야마즈키 데이지로 | 1943년 4월 1일  | 1945년 9월 3일  |           |

### 전투 서열
- 일본 제국 해군의 전투 서열 (1943년 4월 1일)#제8함대
- 일본 제국 해군의 전투 서열 (1944년 4월 1일)#제8함대
- 일본 제국 해군의 전투 서열 (1944년 8월 15일)#제8함대
- 일본 제국 해군의 전투 서열 (1945년 6월 1일)#제8함대

#### 1942년 7월 14일
- 기함: 조카이
- 제18전대: 덴류, 다쓰타
- 제7잠수전대: 진게이
  - 제13잠수대: 이121, 이122, 이123
  - 제21잠수대: 로33, 로34
- 제7근거지대
  - 제23, 32구잠대
  - 제85잠수함기지대, 제85통신대
- 제8근거지대
  - 제20, 21호소해정, 제21, 56구잠대, 제31호 구잠정, 제5포함대
  - 제81, 82, 84경비대, 제8잠수함기지대, 제8통신대
- 부속: 쓰가루, 기요카와마루
  - 제30구축대: 무쓰키, 야요이, 모치즈키, 우쓰키
  - 구레 진수부 제3특별육전대, 사세보 진수부 제5특별육전대, 제2항공대, 제10~15설상대

## 참전
- 남서태평양 전구
  - 과달카날 전역
    - 제1차 솔로몬 해전/사보섬 해전
    - 제3차 솔로몬 해전/과달카날 해전
    - 게(ケ)호 작전

## 참고

### 인용
1. ↑  Coombe 1991, p. 20; Evans 1986, p. 159.
2. ↑  Coombe 1991, 20–21쪽.

### 자료
- 영어권
  - Coombe, Jack D. (1991). 《Derailing the Tokyo Express》 (영어). Harrisburg, PA: Stackpole. ISBN 0-8117-3030-1.
  - Dull, Paul S. (1978). 《A Battle History of the Imperial Japanese Navy, 1941–1945》 (영어). Naval Institute Press. ISBN 0-87021-097-1.
  - Evans, David C. (1986). 〈The Struggle for Guadalcanal〉. 《The Japanese Navy in World War II:  In the Words of Former Japanese Naval Officers》 (영어) 2판. Annapolis, Maryland: Naval Institute Press. ISBN 0-87021-316-4.
- 일본어
  - 日本近代史料研究会, 편집. (1971). 《日本陸海軍の制度, 組織, 人事》 (일본어). 東京大学出版会.
  - 大井篤 (1985). 《海上護衛総司令部》. 歴史と人物 (일본어). 中央公論社.